# Manuel Sanz Domínguez
Manuel Sanz Domínguez, in religione Emanuele della Sacra Famiglia (Sotodosos, 31 dicembre 1888 – Paracuellos de Jarama, 8 novembre 1936), è stato un religioso spagnolo, restauratore dell'Ordine di San Girolamo.
Fucilato dai repubblicani durante la guerra civile spagnola, è stato dichiarato martire e fu beatificato da papa Francesco nel 2013.

## Biografia
Lavorò come impiegato delle ferrovie in luoghi (La Roda, Arjonilla, Madrid) e uffici diversi fino al 1918, quando entrò nel mondo della finanza: giunse a dirigere il Banco Rural di Madrid.
Fu attivo nell'associazione Adoración Nocturna Española e in opere di apostolato sociale. A Madrid iniziò a frequentare l'ex monastero gerolamino de la Concepción, privo dei suoi monaci dalla secolarizzazione del 1835.
Nel 1922 maturò la decisione di lasciare la sua attività e iniziò a riunirsi con alcuni compagni nel monastero de la Concepción. Il 27 maggio 1924 si recò a Roma insieme con il sacerdote José María Cases per chiedere la restaurazione dell'ordine gerolamino; il 24 giugno 1924 fu ricevuto in udienza da papa Pio XI che incoraggiò la sua iniziativa.
Manuel de Castro y Alonso, vescovo di Segovia, gli offrì il monastero di Santa María del Parral, abbandonato e in rovina. Prese possesso del monastero l'11 agosto 1925; vestì l'abito religioso l'8 settembre successivo, fu ordinato prete il 22 dicembre 1928 e il 10 dicembre 1930 emise la professione solenne.
Iniziò la sua vita religiosa tra grandi difficoltà e incomprensioni, tanto che non giunse mai a guidare la sua comunità.
Allo scoppio della guerra civile in Spagna, cadde malato a Madrid: imprigionato dai repubblicani, fu ucciso a Paracuellos de Jarama.

## Culto
Ottenuto il nulla osta da parte della Santa Sede, il 1º dicembre 1997 si aprì a Madrid l'inchiesta diocesana sul martirio di Emanuele della Sacra Famiglia, che si chiuse il 28 novembre 1998.
Il 20 dicembre 2012 papa Francesco autorizzò la congregazione delle cause dei santi a promulgare il decreto sul martirio del religioso, consentendone la beatificazione.
Il rito di beatificazione di Emanuele della Sacra Famiglia e di altri 521 martiri, presieduto dal cardinale Angelo Amato, è stato celebrato a Tarragona il 13 ottobre 2013.